# 로버트 게이츠
로버트 마이클 게이츠(영어: Robert Michael Gates, 1943년 9월 25일 ~ )는 미국의 정치인이다.
캔자스주 출신이며, 윌리엄 앤 메리 대학교, 인디애나 대학교, 조지타운 대학교를 졸업했다. 조지타운 대학교에서 소련 관계 박사 학위를 받은 후 중앙정보국(CIA)에 채용되어 근무했다. 베트남 전쟁에 참전했다. 조지 H. W. 부시 정부 시절인 1991년 ~ 1993년 CIA 국장을 지냈다. 그 후 여러 대학에서 교수로 재직했고, 몇몇 기업 고문을 지냈다. 텍사스 A&M 대학교 총장을 지내다 2006년 12월 조지 W. 부시 정부의 두 번째 국방부장관으로 임명되었다. 2009년 버락 오바마 정부가 출범한 후에도 유임되어 계속 국방부장관으로 재직하다가 2011년 7월 1일 퇴임하였다.